# Аурора (теленовела)
Аурора (на испански: Aurora) е испаноезична теленовела на компанията Телемундо, която е създадена от студиото им в САЩ. Новелата е излъчвана в периода от 1 ноември 2010 до 20 май 2011 от канала Телемундо и както е характерно за повечето
им продукции тя се излъчва и с английски субтитри.

## История
Внимание:  Текстът по-долу разкрива сюжета на произведението (или части от него)!
Историята започва в Ню Йорк през 1990 г. с 20-годишната танцьорка на име Аурора Понсе де Леон. Тя посещава училище по изкуства с двете си най-добри приятелки, Наталия Суарес и Ванеса Милър. Една нощ след репетиция всички те решават да отидат на бар, където Аурора среща Лоренсо Лобос, който е инструктор по танци и самотен баща. Двамата се влюбват безпаметно един в друг, но Ванеса която винаги е ревнувала от Аурора, е разгневена от това, защото тя също е влюбена в Лоренсо. Тя се опитва да направи всичко, за да ги раздели, като дори поканва Лоренсо на 20 рожден ден на Аурора, където той вижда че Аурора се целува с Федерико Алварез де Толедо. Лоренсо се ядосва, защото вярва, че е бил предаден и си тръгва, Аурора тича след него, за да му каже, че е любовта на живота ѝ.
Това обаче не се получава и Лоренсо не иска да знае нищо повече за нея. Аурора се връща у дома с разбито сърце и след спор с баща си, Густаво тя припада. Густаво я отвежда в клиниката му за да ѝ направят необходимите тестове. Впоследствие се установява, че тя е бременна и бащата е Лоренсо. Нейният баща отказва да каже на Лоренсо за бременността на дъщеря си и я изпраща далеч от него.
Минават няколко месеца и Аурора се опитва да избяга и да се върнете при Лоренсо, но тя пада и по този начин предизвиква раждането на бебето. Тя ражда момиче и е кръщава с името Бланка. Поради усложненото раждане има опасност за живота на Аурора и на смъртния си одър тя призовава Лоренсо и му казва с последния си дъх, че винаги ще го обича. Густаво баща ѝ решава да е замрази в криогенна капсула.
Аурора се събужда след 20 години и открива, че Лоренсо е женен за една от нейните приятелки – Наталия. Бланка – нейната дъщеря не знае, че Аурора е нейна майка, защото тя е възпитавана от своите баби и дядовци, които и казват, че е нейна сестра. Аурора се съгласява да играе тази роля в живота на дъщеря си и държи истинската си самоличност в тайна. Въпреки това, след като синът на Лоренсо, Мартин започва да се влюбва в Аурора всички тайни започват да излизат наяве малко по малко.

## В България
Сериалът започва излъчване в България от 18 декември 2012 г. до 24 юни 2013 г. в ефира на Диема Фемили. Дублажът е на Диема Вижън. Ролите се озвучават от Петя Миладинова, Силвия Русинова, Даниела Сладунова, Георги Георгиев-Гого, Димитър Иванчев и Александър Воронов.

## Участват
- Сара Малдонадо (Sara Maldonado) – Аурора Понсе де Леон
- Хорхе Луис Пила (Jorge Luis Pila) – Лоренсо
- Еухенио Силер (Eugenio Siller) – Мартин
- Соня Смит (Sonya Smith) – Анхела
- Пабло Асар (Pablo Azar) – Сесар
- Айлин Мухика (Aylín Mújica) – Ванеса Милър
- Исмаел ла Роса (Ismael La Rosa) – Федерико
- Браулио Кастийо мл. (Braulio Castillo Jr.) – Густаво Понсе де Леон